# Asota donatana
Asota donatana är en fjärilsart som beskrevs av Swinhoe 1901. Asota donatana ingår i släktet Asota och familjen nattflyn. Inga underarter finns listade i Catalogue of Life.